# Capital (departement van Catamarca)
Capital is een departement in de Argentijnse provincie Catamarca. Het departement (Spaans:  departamento) heeft een oppervlakte van 684 km² en telt 141.260 inwoners.

## Plaatsen in departement Capital
- Bajo Hondo
- Barrio Bancario
- El Calvario
- El Carrizal
- El Pantanillo
- La Aguada
- La Calera
- La Sombrilla
- La Viñita
- Loma Cortada
- Pto. Fernández
- San Fernando del Valle de Catamarca (Catamarca)